# سامی الحسینی
سامی الحسینی (انگلیسی: Sami Al-Husaini؛ زادهٔ ۲۵ سپتامبر ۱۹۸۹) بازیکن فوتبال اهل بحرین است.
وی در تیم ملی فوتبال بحرین بازی کرده است.